# ژرمن‌های غربی

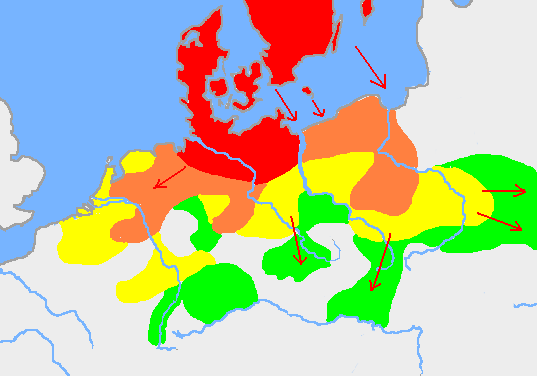
گسترش تدریجی قلمرو ژرمن‌ها از ۷۵۰ قبل از میلاد تا ۱ میلادی

ژرمن‌های غربی دسته‌ای از ژرمن‌ها بودند که به شاخه‌ای از زبان‌های ژرمنی به نام زبان ژرمنی غربی تکلم می‌کردند.
ژرمن‌های غربی که اصالتاً متعلق به شمال اروپا بودند، به تدریج قلمرو خویش را به سوی جنوب به رود راین و کوهستان آلپ رساندند و از غرب نیز وارد بریتانیا شدند.

## گروه‌ها
- ساکسون‌ها
- ژوت‌ها
- آنگل‌ها
- تورینژیان‌ها
- آلامان‌ها
- سوئبی‌ها
- فرانک‌ها

شامل:
- - سیکامبری
  - سالیان
  - بروکتری
  - تنکتری
  - اوبیا
  - باتاوی
- فریسیا
- کیمبری‌ها
- باتاوی
- تورینجیا
- هرموندوری